# Kenneth II
Kenneth II (?-995), król Szkocji od 971 r., syn Malcolma I. Najechał wiele razy Northumbrię, jego wodzowie byli w nieustannym konflikcie z Sigurdem Norweskim, rywalizując o tereny Szkocji, na płn. od rzeki Spey. Uważa się, że został zamordowany przez swych poddanych.